# Agboville
Agboville es un departamento de la región de Agnéby-Tiassa, Costa de Marfil. En mayo de 2014 tenía una población censada de 292 109 habitantes.
Se encuentra ubicado al sureste del país, cerca de la costa del golfo de Guinea y de la orilla occidental del río Komoé.